# 14367 Гіппократ
14367 Гіппократ (14367 Hippokrates) — астероїд головного поясу, відкритий 8 вересня 1988 року.
Тіссеранів параметр щодо Юпітера — 3,178.